# Gnathium minimum
Gnathium minimum är en skalbaggsart som först beskrevs av Thomas Say 1823.  Gnathium minimum ingår i släktet Gnathium och familjen oljebaggar. Inga underarter finns listade i Catalogue of Life.